# Vicente María Camacho y Moya
Vicente María Camacho y Moya (Guadalajara, Jalisco, México, 8 de junio de 1886 , 8 de junio de 1886 - México, D.F., 18 de febrero de 1943) fue un obispo mexicano, nombrado VII Obispo de Tabasco en 1930 en substitución de Mons. Pascual Díaz Barreto quien había sido designado Arzobispo de México. Sin embargo, no pudo llegar a Tabasco debido a la persecución religiosa emprendida por el gobernador Tomás Garrido Canabal. Entrando al estado hasta 1938, poco tiempo después de que Garrido había dejado el cargo, encontrando un estado con las iglesias destruidas y cuya religión había sido perseguida y desterrada durante el garridísmo. Permaneció en la Diócesis de Tabasco por cuatro años y dos meses.

## Biografía

### Primeros años y formación
Fue hijo de Dn. José Camacho y Doña. Juliana Moya. Hizo sus primeros estudios en el Asilo de san Felipe, y el 1892 paso al colegio del "Divino Salvador" donde terminó sus estudios primarios. Sintiendo vocación para el sacerdocio, ingresó en octubre de 1897 al Seminario Conciliar Menor y en 1903 pasó como interno al Seminario Mayor Guadalupano.
Fue un alumno con notable aprovechamiento recibiendo las órdenes menores el 31 de enero de 1904, impartiendo clases en algunas escuelas fue nombrado Subprefecto del Seminario Menor y el 24 de mayo de 1908 predicó su primer sermón. 

### Sacerdocio
Recibió su Orden Sacerdotal de manos de Excmo. Sr. Arzobispo, Dr. José de Jesús Ortiz y Rodríguez, en la Catedral Tapatía el 5 de diciembre de 1909 cantando su primera misa el 12 del mismo mes en el Santuario de Guadalupe, de Guadalajara.
Ocupó la cátedra de Latín, Literatura, Lógica, y Oratoria Sagrada. En 1917 tomó posesión de la Parroquia de San Miguel en Guadalajara, de la cual fue su primer párroco.
Más tarde cuando la persecución Callista o Guerra Cristera en 1926, tuvo que expatriarse, radicando en Los Ángeles, EUA, regresando a México en 1929 para hacerse cargo de su Parroquia.

## Episcopado
Mons. Vicente María Camacho y Moya, fue nombrado Obispo de Tabasco a fines de mayo de 1930, por el Pontífice Pío XI, el 20 de abril de ese año Camacho dejó su parroquia. La Consagración Episcopal se efectuó el 7 de mayo de 1930 fiesta del Patrocinio del San José en la Catedral de Guadalajara por el Excmo. Sr. Arzobispo, Dr. Don Francisco Orozco y Jiménez, ayudado por los Sres. Obispos de San Luis Potosí y Zacatecas, Dres. Don Miguel de la Mora e Ignacio Plascencia.
Sin embargo, el Sr. Camacho no pudo tomar posesión de su Diócesis debido a la persecución desatada en contra del catolicismo por el entonces gobernador de Tabasco Tomás Garrido Canabal, iniciada en febrero de 1925, y recrudecida con motivo del asesinato de Álvaro Obregón en julio de 1928, por lo que tuvo que esperar hasta la salida Garrido, pudiendo llegar a Villahermosa hasta 1938.
Siendo ya obispo de Tabasco y aún sin poder entrar al estado, fueron derribados los edificios de la Catedral de Esquipulas, las Iglesias de la Santa Cruz, la Inmaculada Concepción, las de las colonias de Atasta y Tamulté y la de varias municipalidades.
Con la salida de Garrido, el Sr. Camacho pudo ocupar su Diócesis, después de llevar una vida de privaciones e incertidumbres fuera del estado. Al tomar posesión de su Obispado comenzó a desarrollar una verdadera obra de sacrificios, penalidades y amarguras.
Continuó la reconstrucción del Templo de la Inmaculada Concepción (que habían empezado un grupo de catequistas y un sacerdote) el cual no vio terminado. Construyó un nuevo lugar de oración que se llamó "El Jacalito", y personalmente hacía las colectas para el culto y continuación de su obra de edificación. Era además un infatigable catequista de su religión.
Al principio de su Episcopado vivió en Atasta, trasladándose después a Villahermosa a la Av. Madero, en donde instaló las oficinas del Obispado.

## Fallecimiento
El primero de febrero de 1943, salió rumbo a la Capital de la República, para resolver algunos asuntos del culto y familiares, siendo sorprendido repentinamente por una afección cardíaca, murió la noche del 18 del mismo mes cuando se disponía ya a regresar a la Diócesis de Tabasco. Al siguiente día fue sepultado en el cementerio Tepeyac en la Ciudad de México.